# Rasmus Seebach

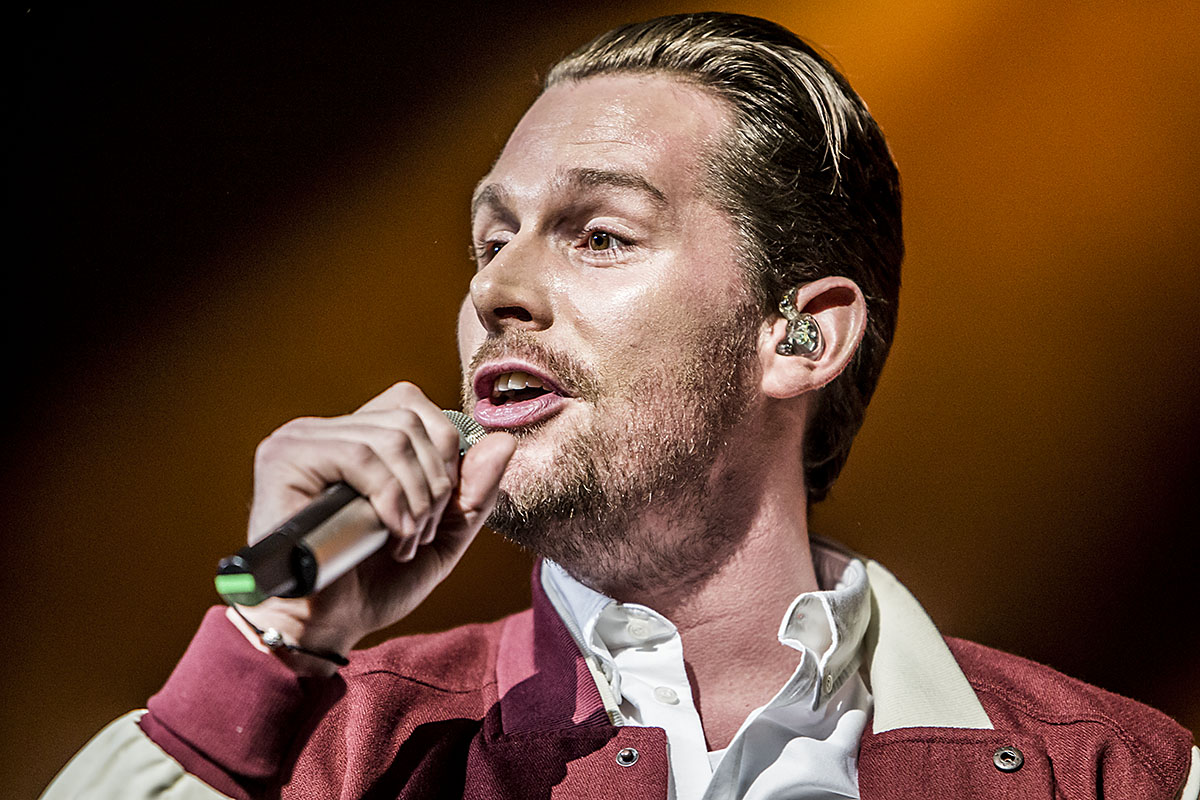
Rasmus Seebach (2014)

Rasmus Seebach (* 28. März 1980 in Frederiksberg) ist ein dänischer Singer-Songwriter und Musikproduzent.

## Karriere
Seebach schreibt und produziert für dänische sowie für internationale Künstler seit den späten 90er Jahren Musiktitel. Zusammen mit seinem Bruder Nicolai Seebach führt er die Produktionsfirma Top Notch Music. Er und sein Bruder schrieben 2004 das Wohltätigkeitslied Hvor små vi er (deutsch: Wie klein wir sind) für die Opfer des Tsunamis in Asien, das 15 Wochen lang Platz 1 in Dänemark belegte.
Sein Debüt-Album unter seinem eigenen Namen wurde am 28. September 2009 veröffentlicht, es enthält unter anderem die Singles Engel und Glad igen, die Platz 1 bzw. Platz 2 in seiner Heimat erreichten und ihn auch in Skandinavien bekannt machten.
Rasmus Seebach ist der Sohn des verstorbenen dänischen Schlagersängers Tommy Seebach, über den er auch den Song Den jeg er geschrieben hat. In dem Song erzählt Rasmus seinem Vater, dass sie ihrem Vater verziehen haben und es ihnen gut geht, trotz dessen Alkoholkrankheit und plötzlichen Todes.

## Diskografie

### Alben
| Jahr | Titel                          | Höchstplatzierung, Gesamtwochen, AuszeichnungChartplatzierungen (Jahr, Titel, Platzierungen, Wochen, Auszeichnungen, Anmerkungen) | Höchstplatzierung, Gesamtwochen, AuszeichnungChartplatzierungen (Jahr, Titel, Platzierungen, Wochen, Auszeichnungen, Anmerkungen) | Höchstplatzierung, Gesamtwochen, AuszeichnungChartplatzierungen (Jahr, Titel, Platzierungen, Wochen, Auszeichnungen, Anmerkungen) | Höchstplatzierung, Gesamtwochen, AuszeichnungChartplatzierungen (Jahr, Titel, Platzierungen, Wochen, Auszeichnungen, Anmerkungen) | Anmerkungen                              |
| Jahr | Titel                          | DK | SE | NO | DE | Anmerkungen                              |
| ---- | ------------------------------ | --- | --- | --- | --- | ---------------------------------------- |
| 2009 | Rasmus Seebach                 | DK1 ×1515-fach-Platin · (234 Wo.)DK                                                                                               | SE10 Gold · (31 Wo.)SE | — | — | Erstveröffentlichung: 28. September 2009 |
| 2011 | Mer’ end kærlighed             | DK1 ×1818-fach-Platin · (427 Wo.)DK                                                                                               | SE19 (8 Wo.)SE | — | — | Erstveröffentlichung: 17. Oktober 2011   |
| 2013 | Ingen kan love dig i morgen    | DK1 ×1717-fach-Platin · (522 Wo.)DK                                                                                               | SE38 (1 Wo.)SE | — | — | Erstveröffentlichung: 4. November 2013   |
| 2015 | Verden ka’ vente               | DK1 ×1313-fach-Platin · (181 Wo.)DK                                                                                               | SE49 (1 Wo.)SE | — | — | Erstveröffentlichung: 6. November 2015   |
| 2017 | Før vi mødte dig               | DK1 ×5Fünffachplatin · (96 Wo.)DK                                                                                                 | — | — | — | Erstveröffentlichung: 24. November 2017  |
| 2019 | Tak for turen: De første 10 är | DK1 ×3Dreifachplatin · (48 Wo.)DK                                                                                                 | — | — | — | Erstveröffentlichung: 8. November 2019   |

Weitere Alben
- 1999: Skakmat (mit seinem Bruder Nicolai Seebach als G-Bach)
- 2012: Rasmus Seebach Live (DK: ×2Doppelplatin )

### EPs
| Jahr | Titel                              | Höchstplatzierung, Gesamtwochen, AuszeichnungChartplatzierungen (Jahr, Titel, Platzierungen, Wochen, Auszeichnungen, Anmerkungen) | Höchstplatzierung, Gesamtwochen, AuszeichnungChartplatzierungen (Jahr, Titel, Platzierungen, Wochen, Auszeichnungen, Anmerkungen) | Höchstplatzierung, Gesamtwochen, AuszeichnungChartplatzierungen (Jahr, Titel, Platzierungen, Wochen, Auszeichnungen, Anmerkungen) | Höchstplatzierung, Gesamtwochen, AuszeichnungChartplatzierungen (Jahr, Titel, Platzierungen, Wochen, Auszeichnungen, Anmerkungen) | Anmerkungen                            |
| Jahr | Titel                              | DK | SE | NO | DE | Anmerkungen                            |
| ---- | ---------------------------------- | --- | --- | --- | --- | -------------------------------------- |
| 2022 | 4 til gulvet                       | DK7 Platin · (14 Wo.)DK | — | — | — | Erstveröffentlichung: 19. August 2022  |
| 2024 | Sange fra askepot (Mine versioner) | DK37 (1 Wo.)DK | — | — | — | Erstveröffentlichung: 23. Februar 2024 |

### Singles
| Jahr | Titel Album                                   | Höchstplatzierung, Gesamtwochen, AuszeichnungChartplatzierungen (Jahr, Titel, Album, Platzierungen, Wochen, Auszeichnungen, Anmerkungen) | Höchstplatzierung, Gesamtwochen, AuszeichnungChartplatzierungen (Jahr, Titel, Album, Platzierungen, Wochen, Auszeichnungen, Anmerkungen) | Höchstplatzierung, Gesamtwochen, AuszeichnungChartplatzierungen (Jahr, Titel, Album, Platzierungen, Wochen, Auszeichnungen, Anmerkungen) | Höchstplatzierung, Gesamtwochen, AuszeichnungChartplatzierungen (Jahr, Titel, Album, Platzierungen, Wochen, Auszeichnungen, Anmerkungen) | Anmerkungen                                                               |
| Jahr | Titel Album                                   | DK | SE | NO | DE | Anmerkungen                                                               |
| --- | --------------------------------------------- | --- | --- | --- | --- | ------------------------------------------------------------------------- |
| 2009 | Engel Rasmus Seebach                          | DK1 Platin + Gold (Streaming) · (37 Wo.)DK                                                                                               | SE12 (10 Wo.)SE | — | — | Erstveröffentlichung: Juni 2009                                           |
| 2009 | Glad igen Rasmus Seebach                      | DK2 Gold + Gold (Streaming) · (24 Wo.)DK                                                                                                 | — | — | — |                                                                           |
| 2009 | Den jeg er Rasmus Seebach                     | DK3 Gold · (24 Wo.)DK | — | — | — |                                                                           |
| 2010 | Lidt i fem Rasmus Seebach                     | DK3 ×3Dreifachplatin + Gold (Streaming) · (40 Wo.)DK                                                                                     | — | — | — |                                                                           |
| 2010 | Natteravn Rasmus Seebach                      | DK14 ×2Doppelplatin · (31 Wo.)DK | SE4 ×4Vierfachplatin · (35 Wo.)SE | NO5 ×3Dreifachplatin · (15 Wo.)NO | — | vs. Providers                                                             |
| 2011 | I mine øjne Mer’ end kærlighed                | DK1 ×3×2Dreifachplatin + Doppelplatin (Streaming) · (21 Wo.)DK                                                                           | — | — | — | Erstveröffentlichung: 22. August 2011                                     |
| 2011 | Calling (Nighthawk) Mer’ end kærlighed        | — | — | — | DE90 (2 Wo.)DE | Erstveröffentlichung: 30. September 2011                                  |
| 2011 | Under stjernerne på himlen Mer’ end kærlighed | DK3 ×5Fünffachplatin + Platin (Streaming) · (13 Wo.)DK                                                                                   | — | — | — |                                                                           |
| 2011 | Fotografi af dig Ankerstjerne                 | DK22 Gold · (1 Wo.)DK | — | — | — | Ankerstjerne feat. Rasmus Seebach                                         |
| 2011 | 1000 år Ankerstjerne                          | DK7 Gold + Platin (Streaming) · (17 Wo.)DK                                                                                               | — | — | — | Ankerstjerne feat. Rasmus Seebach                                         |
| 2011 | Mer’ end kærlighed                            | DK22 Platin · (2 Wo.)DK | — | — | — |                                                                           |
| 2011 | Millionær Mer’ end kærlighed                  | DK2 ×3Platin + Dreifachplatin (Streaming) · (22 Wo.)DK                                                                                   | — | — | — | feat. Ankerstjerne                                                        |
| 2011 | Lys i din lejlighed Mer’ end kærlighed        | DK31 ×2Doppelplatin + Doppelplatin (Streaming) · (1 Wo.)DK                                                                               | — | — | — |                                                                           |
| 2012 | Say You, Say Me Tuskegee                      | DK3 Gold (Streaming) · (7 Wo.)DK | — | — | — | Erstveröffentlichung: 22. Februar 2012 Lionel Richie feat. Rasmus Seebach |
| 2012 | Nangijala Mer’ end kærlighed                  | DK20 Platin (Streaming) · (2 Wo.)DK | — | — | — |                                                                           |
| 2012 | Falder Mer’ end kærlighed                     | DK18 ×3×2Dreifachplatin + Doppelplatin (Streaming) · (14 Wo.)DK                                                                          | — | — | — |                                                                           |
| 2013 | Olivia Ingen kan love dig i morgen            | DK1 ×4Platin + Vierfachplatin (Streaming) · (17 Wo.)DK                                                                                   | — | — | — | Erstveröffentlichung: 13. September 2013                                  |
| 2013 | Fri Ingen kan love dig i morgen               | DK3 Gold (Streaming) · (2 Wo.)DK | — | — | — | Erstveröffentlichung: 7. November 2013                                    |
| 2013 | Sandstorm Ingen kan love dig i morgen         | DK1 ×2Gold + Doppelplatin (Streaming) · (15 Wo.)DK                                                                                       | — | — | — | Erstveröffentlichung: 11. November 2013                                   |
| 2015 | Uanset Verden ka’ vente                       | DK1 ×3Dreifachplatin · (18 Wo.)DK | — | — | — | Erstveröffentlichung: 11. September 2015                                  |
| 2015 | Flyv fugl Verden ka’ vente                    | DK19 Platin · (5 Wo.)DK | — | — | — | Erstveröffentlichung: 24. Oktober 2015                                    |
| 2017 | 2017 Før vi mødte dig                         | DK1 ×2Doppelplatin · (13 Wo.)DK | — | — | — | Erstveröffentlichung: 15. September 2017                                  |
| 2017 | Bli’ her lidt endnu Før vi mødte dig          | DK4 Platin · (3 Wo.)DK | — | — | — | Erstveröffentlichung: 15. September 2017                                  |
| 2017 | Farfar sang Før vi mødte dig                  | DK17 Gold · (2 Wo.)DK | — | — | — | Erstveröffentlichung: 10. November 2017                                   |
| 2019 | Lovesong Tak for turen: De første 10 är       | DK3 Platin · (9 Wo.)DK | — | — | — | Erstveröffentlichung: 20. September 2019                                  |
| 2019 | Beautiful Tak for turen: De første 10 är      | DK17 Platin · (6 Wo.)DK | — | — | — | Erstveröffentlichung: 11. Oktober 2019                                    |
| 2021 | Så længe vi danser 4 til gulvet               | DK10 Platin · (11 Wo.)DK | — | — | — | Erstveröffentlichung: 11. Juni 2021                                       |
| 2022 | Livstegn 4 til gulvet                         | DK20 Platin · (20 Wo.)DK | — | — | — | Erstveröffentlichung: 27. Mai 2022                                        |
| 2022 | Vores år (Nytårssangen) –                     | DK36 (1 Wo.)DK | — | — | — | Erstveröffentlichung: 23. Dezember 2022                                   |
| Folgende Lieder erschienen nicht als Single, wurden aber durch das Album zum Download und Streaming bereitgestellt und konnten somit eine Platzierung erlangen: |                                               | | | | |                                                                           |
| |                                               | | | | |                                                                           |
| 2013 | Du’ det dejligste Ingen kan love dig i morgen | DK7 Platin + Gold (Streaming) · (2 Wo.)DK                                                                                                | — | — | — |                                                                           |
| 2013 | Øde ø Ingen kan love dig i morgen             | DK7 ×5Fünffachplatin + Gold (Streaming) · (37 Wo.)DK                                                                                     | — | — | — |                                                                           |
| 2013 | Ingen kan love dig i morgen                   | DK20 ×2Doppelplatin + Platin (Streaming) · (2 Wo.)DK                                                                                     | — | — | — |                                                                           |
| 2013 | Tusind farver Ingen kan love dig i morgen     | DK27 ×2Doppelplatin + Platin (Streaming) · (3 Wo.)DK                                                                                     | — | — | — |                                                                           |
| 2013 | I min t-shirt Ingen kan love dig i morgen     | DK36 Platin (Streaming) · (1 Wo.)DK | — | — | — |                                                                           |
| 2013 | Venner Ingen kan love dig i morgen            | DK37 Platin + Gold (Streaming) · (1 Wo.)DK                                                                                               | — | — | — |                                                                           |
| 2015 | Lille store verden Verden ka’ vente           | DK2 ×5Fünffachplatin · (64 Wo.)DK | — | — | — |                                                                           |
| 2015 | Verden ka’ vente                              | DK24 Platin · (2 Wo.)DK | — | — | — |                                                                           |
| 2015 | Livet går videre Verden ka’ vente             | DK39 Platin · (1 Wo.)DK | — | — | — |                                                                           |
| 2015 | Der’ noget i december Verden ka’ vente        | DK6 ×4Vierfachplatin · (52 Wo.)DK | — | — | — | Höchstplatzierung in DK 2023                                              |
| 2019 | Tak for turen Tak for turen: De første 10 är  | DK26 Gold · (1 Wo.)DK | — | — | — |                                                                           |
| 2021 | Kalder på dig Mere end musik                  | DK9 Platin · (9 Wo.)DK | — | — | — | Benny Jamz, Gilli & Kesi feat. Rasmus Seebach                             |
| 2022 | Zombie 4 til gulvet                           | DK40 Gold · (1 Wo.)DK | — | — | — |                                                                           |

## Auszeichnungen für Musikverkäufe
| Goldene Schallplatte - Dänemark - 2012: für das Streaming Vi lever - 2012: für das Streaming Ringe i vandet - 2012: für das Streaming Sirenerne - 2012: für das Streaming Vover på at gå - 2014: für das Streaming Hjemløs - 2014: für das Streaming De ka’ si’ hva’ de vil - 2020: für das Lied Stod det skrevet - 2020: für das Lied Okay - 2020: für das Lied De værste bedste år - 2021: für das Lied En skygge af dig selv - 2021: für das Lied For sidste gang - 2021: für das Lied Andeby - 2023: für das Lied Den anden side - 2024: für das Lied Er De Gode Gamle Dage Lige Nu - 2024: für das Lied Livets Melodi - 2024: für das Lied Sig du ser mig - 2025: für das Lied Natten Falder På | Platin-Schallplatte - Dänemark - 2013: für das Streaming Igen i dag - 2024: für das Lied En Verden Uden Dig 2× Platin-Schallplatte - Dänemark - 2024: für das Lied Farlig |

Anmerkung: Auszeichnungen in Ländern aus den Charttabellen bzw. Chartboxen sind in ebendiesen zu finden.
| Land/RegionAuszeichnungen für Musikverkäufe (Land/Region, Auszeichnungen, Verkäufe, Quellen) | Gold       | Platin         | Verkäufe  | Quellen              |
| -------------------------------------------------------------------------------------------- | ---------- | -------------- | --------- | -------------------- |
| Dänemark (IFPI)                                                                              | 33× Gold33 | 155× Platin155 | 6.815.000 | ifpi.dk              |
| Norwegen (IFPI)                                                                              | —          | 3× Platin3     | 30.000    | ifpi.no              |
| Schweden (IFPI)                                                                              | Gold1      | 4× Platin4     | 180.000   | sverigetopplistan.se |
| Insgesamt                                                                                    | 34× Gold34 | 162× Platin162 |           |                      |

## Künstlerauszeichnungen
- MTV Europe Music Awards
  - 2010: in der Kategorie Best Danish Act
- Danish Music Awards
  - 2010: in der Kategorie Årets Danske Mandlige Kunstner
  - 2012: in der Kategorie Årets Publikumspris
  - 2012: in der Kategorie Årets Danske Mandlige Kunstner
  - 2012: in der Kategorie Årets Danske Popudgivelse (für Mer’ end kærlighed)
  - 2012: in der Kategorie Årets Danske Sangskriver (mit Nicolai Seebach und Lars Ankerstjerne für Mer’ end kærlighed)